# آن جونگ گون
آن جونگ گون (کره‌ای: 안중근؛ ۲ سپتامبر ۱۸۷۹ – ۲۶ مارس ۱۹۱۰) فعال جنبش استقلال کره بود. او به خاطر ترور ایتو هیروبومی، سیاستمدار ژاپنی و نخست‌وزیر پیشین این کشور که همچنین به عنوان نخستین ژنرال ژاپنی مقیم کره خدمت کرده بود، در سال ۱۹۰۹، به عنوان یک شهید در هر دو کره جنوبی و شمالی شناخته می‌شود. آن جونگ گون پس از این ترور دستگیر و سرانجام در ۲۶ مارس ۱۹۱۰ توسط مقامات ژاپنی اعدام شد. دولت کره جنوبی در سال ۱۹۶۲، به پاس تلاش‌های او در راه استقلال کره، نشان افتخار بنیان‌گذاری ملت را که عالی‌ترین نشان غیرنظامی در جمهوری کره است، به صورت پسامرگ به وی اهدا کرد.